# Calodactylodes
Calodactylodes Bauer & Günther, 1991 è un genere di piccoli sauri della famiglia Gekkonidae, endemico di India e Sri Lanka.

## Descrizione

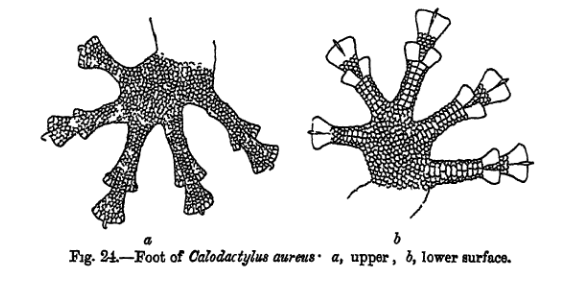
Immagine delle caratteristiche zampe a cui si deve il nome del genere Calodactylodes, "dita eleganti"

Caratteristiche comuni alle specie di questo genere sono la taglia media (16 cm da adulti), e le particolari dita caratterizzate dalle due larghe superfici trapezoidali su cui si trovano le setae, a cui si deve il nome: "Calodactylodes" significa infatti "dalle dita eleganti".

## Biologia
Sono gechi notturni e arboricoli.
Si nutrono di insetti.

## Tassonomia
Il genere Calodactylodes comprende due specie:
- Calodactylodes aureus (Beddome, 1870)
- Calodactylodes illingworthorum Deraniyagala, 1953